# Bertha-von-Suttner-Schule (Mörfelden-Walldorf)
Die Bertha-von-Suttner-Schule (Eigenschreibweise kurz bertha, auch Bertha, die Bertha oder kleingeschrieben die bertha genannt) ist eine integrierte Gesamtschule mit gymnasialer Oberstufe in Mörfelden-Walldorf. Als einzige weiterführende Schule im Ort hat sie zentrale Bedeutung.
Die Schule ist Mitglied im Schulverbund Blick über den Zaun, einem Zusammenschluss reformpädagogisch orientierter Schulen.

## Geschichte
Die bertha wurde 1973 als integrierte Gesamtschule gegründet, ihren Namen erhielt sie 1981. Die gymnasiale Oberstufe wurde 1993 hinzugefügt, der hierfür spezielle Neubau wurde 2014 fertiggestellt. Er wird AbiBertha oder kleingeschrieben abibertha genannt.
Während 2014 noch rund 1700 Schüler und 170 Lehrer an der Bertha waren, besuchten 2024 rund 2000 Schüler die Schule, die von ca. 200 Lehrern betreut wurden.

## Lage
Die bertha liegt mittig zwischen den beiden Stadtteilen Mörfelden und Walldorf und symbolisiert die gedachte Mitte der Stadt Mörfelden-Walldorf im Landkreis Groß-Gerau. Umgeben ist sie von Feldern, eine Baumschule  findet sich in unmittelbarer Nähe. Seit 2021 ist auch der Wertstoffhof in der Umgebung angesiedelt. Auch die Bogenschützenanlage des örtlichen Sportvereins befindet sich in der Nähe. Ein beide Stadtteile verbindender Fuß- und Radweg führt direkt an der hinteren Seite des Schulgeländes vorbei.
Es gibt eine Bushaltestelle auf dem Gelände der bertha, die jeweils zu Schulbeginn morgens als auch zu den Unterrichtsendzeiten vom öffentlichen Nahverkehr angefahren wird.

## Gebäude

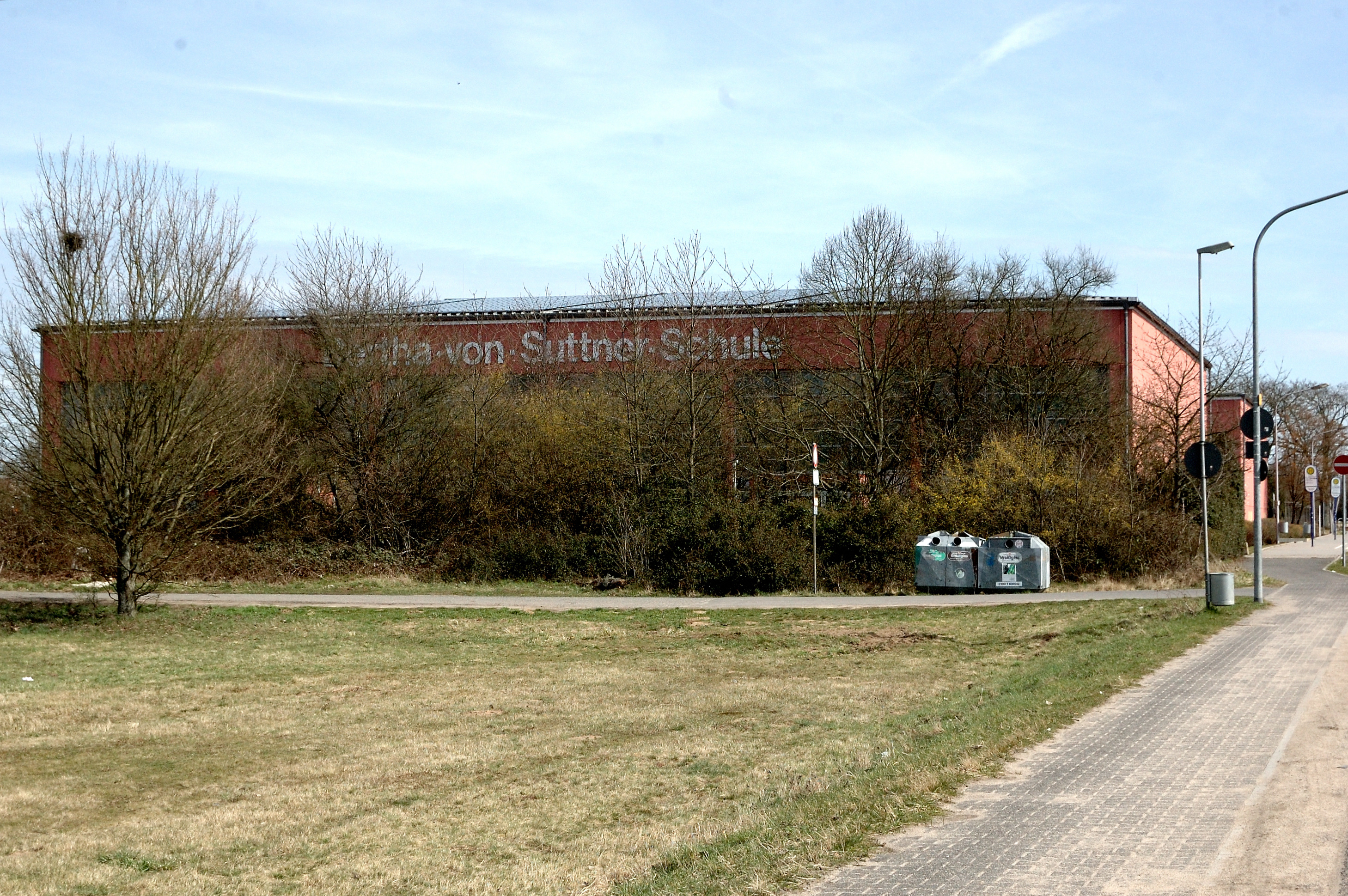
Sporthallen an der Bushaltestelle der Schule

Die bertha verfügt über einen weitläufigen Schulcampus mit mehreren Gebäuden. Hier werden die Schüler in vier Gebäuden mit insgesamt sechs Gebäudeteilen unterrichtet. Das Klassensystem: B, E, R, T, H und A kommt von der Namensgeberin und existiert seit dem Schuljahr 2013/14. Die verschiedenen Jahrgänge sind hierbei getrennt, so gibt es seit 2014 ein separates Gebäude für die Oberstufe (genannt abibertha), die Jahrgänge 5 und 6 lernen ebenfalls in einem Extragebäude (kleine bertha). Mensa, Verwaltung und Schulleitung sind im größten Gebäude mit den Klassenstufen 7 bis 10 untergebracht (große bertha). An diesem ist auch ein großes Abbild Bertha von Suttners angebracht. Außerdem gibt es neben einem Rasenplatz zwei große Sporthallen, einen Fußball- und einen Basketballkäfig, sowie eine Sprintstrecke.

## Schulprofil
Die bertha ist eine Integrierte Gesamtschule mit Gymnasialer Oberstufe, das bedeutet, dass alle Schüler zunächst gemeinsam unterrichtet werden. Erst ab der Klassenstufe 7 gibt es in den Fächern Mathematik und Englisch eine Einteilung in A-Kurs (gymnasiales Niveau) B-Kurs (Realschulniveau) und C-Kurs (Hauptschulniveau). Diese Kurse werden von unterschiedlichen Lehrern unterrichtet. Im Fach Deutsch gibt es ab Klassenstufe 8 eine Einteilung in Erweiterungskurs (E-Kurs) für leistungsstarke Schüler mit höheren Anforderungen und den Grundkurs. E- und G-Kurs haben dabei im Klassenverband gemeinsam Unterricht. In Klassenstufe 9 gibt es zudem Unterteilungen in E- und G-Kurse in den Fächern Französisch, Spanisch und Chemie. Im Fach Deutsch werden die E- und G-Kurse im 9. Schuljahr räumlich getrennt. In Physik erfolgt dies ab dem Jahrgang 10. Leistungsstarke Schüler können nach Abschluss der 10. Klasse die Oberstufe besuchen und Abitur ablegen.
Die Schule ist Kulturschule sowie seit 2012 Europaschule, daher gibt es bereits ab der 10. Klasse ein bilinguales Angebot. Selbstgestaltetes Lernen nimmt in den Hauptfächern einen wichtigen Platz ein. Seit Oktober 2017 gibt es auch ein Ganztagsangebot (derzeit GTS Profil 1 auf dem Weg zu Profil 2). Des Weiteren gibt es Förderung für Hochbegabte.
Zahlreiche Arbeitsgemeinschaften und die Teilnahme an Wettbewerben ermöglichen den Schülern ein breites außerschulisches Angebot. Besonders erfolgreich ist die Schach-AG der bertha, die viele Erfolge verzeichnet.
Neben der Mensa mit warmem Essen steht den Schülern auch ein Kiosk zur Verfügung.
In Anlehnung an Bertha von Suttner als Friedensnobelpreisträgerin verleiht die Schule seit vielen Jahren den Friedenspreis.

## Schulsozialarbeit
Wie in sehr vielen Schulen gibt es hier auch Sozialarbeit in der Schule (SiS), die sowohl Schülern als auch Lehrern als Anlaufpunkt bei Konflikten im Schulalltag dient. Auch die Vorbeugung und Bekämpfung von Gewalt und Vandalismus gehören zum Aufgabenfeld.